# Hérón kútja

A kút elve

A Hérón kútja feltalálója, az alexandriai Hérón nevét viselő egyfajta szökőkút, amely látszólag mindenféle külső segítség nélkül, egyfolytában működik. Valójában a vizet a tartályból egy magasabb medencébe pumpálják, így a szökőkutat a légnyomás és a csatlakoztatott tartályok kölcsönhatásával folyamatosan működteti, amíg a kimeneti tartály ki nem ürül. Mérettől függően órákig működhet anélkül, hogy külső munkát vagy energiát kellene hozzáadni. Ez azonban mégsem örökmozgó.

## Működése
Az ábràn a legfelső, felül nyitott tartályban gyűjtött víz az alsó K1 tartályba áramlik, és a vízszint feletti, D magasságból adódó hidrosztatikai nyomással összenyomja a benne lévő levegőt. Ezt a légnyomást egy másik csövön keresztül továbbítják a középső, K2 tartályba, amely viszont az ottani vízszintre hat, és a végső fúvókával a felfelé vezető központi csövön keresztül kiszorítja a vizet, így szökőkút jön létre, amelynek vize ismét a felső tartályba kerül, így zárt kört alkotva.
Kezdetben a K1 tartály üres és a K2 tele van. A K1-ben a vízszint idővel ugyanolyan térfogatnyit emelkedik, mint a K2-ben. A kút kiszárad, amint a K2 tartály kiürült. A párolgás vagy fröccsenés miatti veszteségektől eltekintve az összes víz a K1 tartályban van.
A legfelső gyűjtőtartályban lévő víz helyzeti energiája mozgási energiává alakul át a szökőkútban. Ha a súrlódási veszteségeket elhanyagoljuk, a szökőkút magasságát a folyamatosan csökkenő D nyomáskülönbség határozza meg, így a vízsugár magassága is csökken az idő múlásával.
A szükséges helyzeti energiát kezdetben az adja a kútnak, hogy a vizet a K1 tartályból a K2 tartályba kell szállítani, ezzel mechanikai munkát kell végezni.

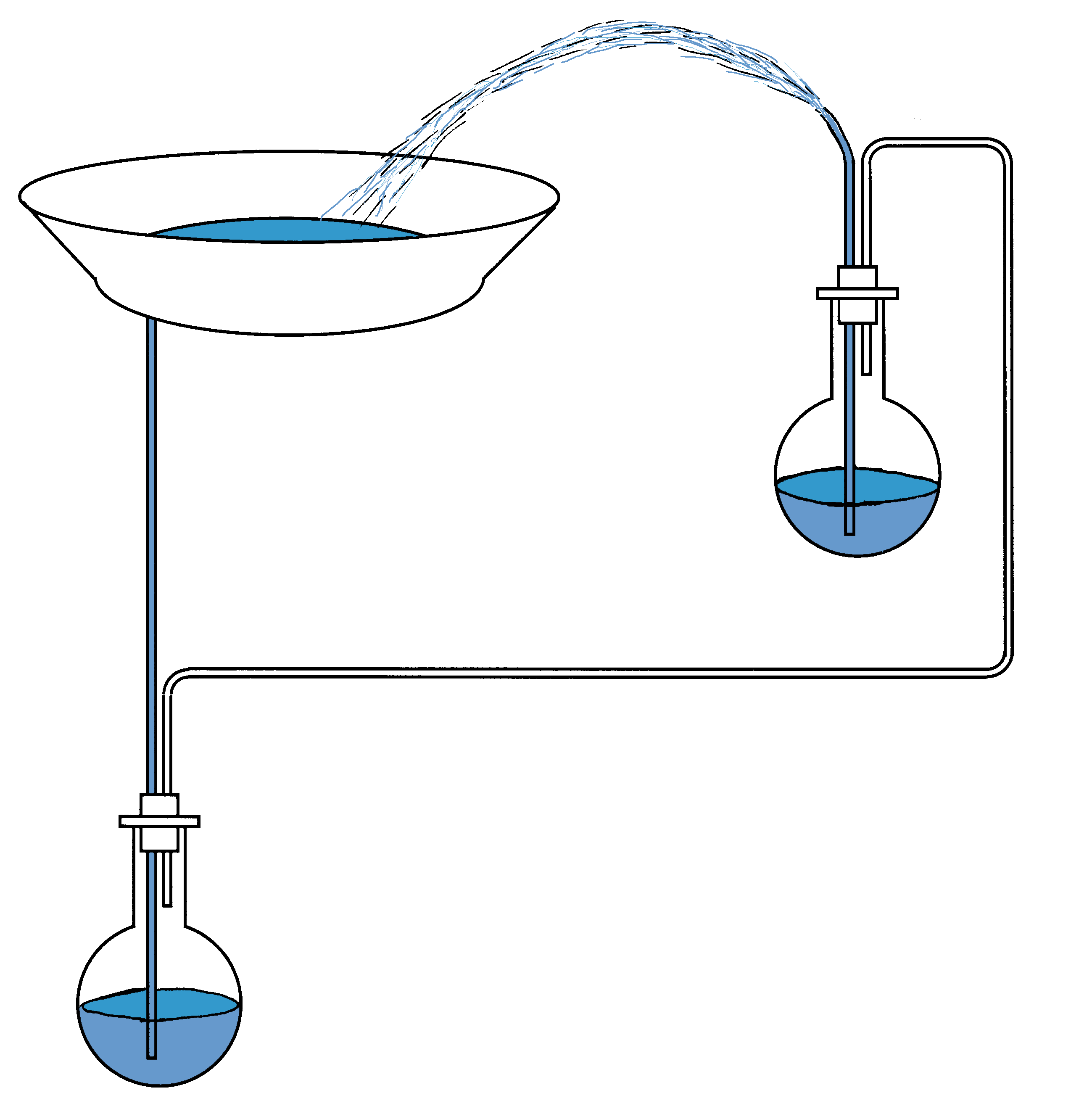
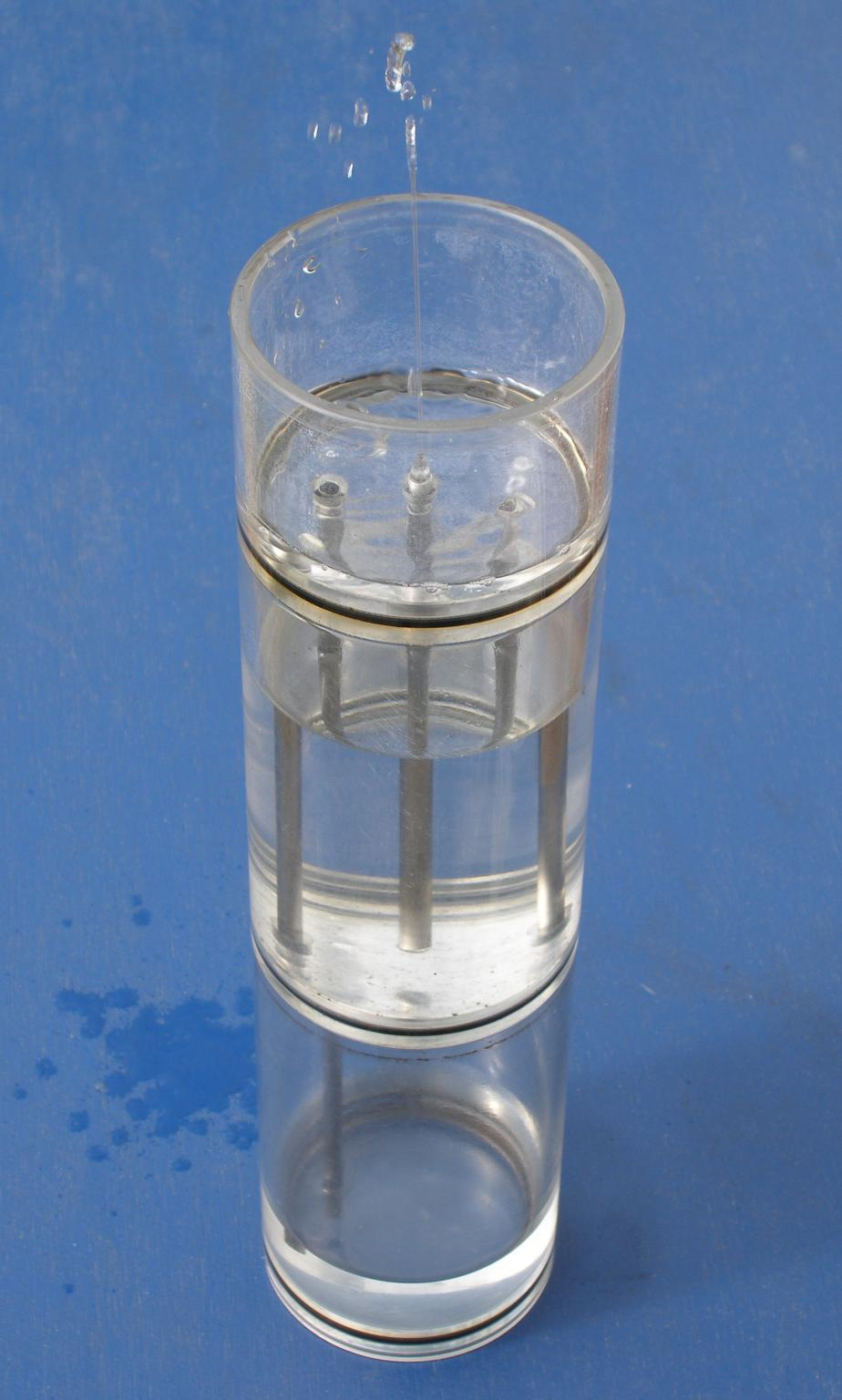
Szökőkútmodell plexiüvegből

## Fordítás
Ez a szócikk részben vagy egészben  a   Heronsbrunnen című német Wikipédia-szócikk ezen változatának fordításán alapul.  Az eredeti cikk szerkesztőit annak laptörténete sorolja fel. Ez a jelzés csupán a megfogalmazás eredetét és a szerzői jogokat jelzi, nem szolgál a cikkben szereplő információk forrásmegjelöléseként.